# Districte administratiu de Bienne
El Districte administratiu de Bienne és un dels 10 districtes administratius del Cantó de Berna a Suïssa.
Es tracta d'un districte germanòfon i com la resta fou creat el dia 1 de gener de 2010 a partir de tres antics districtes, concretament el de Bienne i parts dels de Nidau i de Büren.
El municipi de Nidau és el cap del nou districte, que compta amb un total de 19 municipis i una població de 90536 habitants (a 31 de desembre de 2008), per a una superfície de 97,9 km².

## Llista de municipis
| Escut           | Municipi        | Habitants (31 de desembre de 2008) | Superfície en km² |
| --------------- | --------------- | ---------------------------------- | ----------------- |
| Aegerten        | Aegerten        | 1665                               | 2.1               |
| Bellmund        | Bellmund        | 301                                | 3.8               |
| Bienne          | Bienne          | 50013                              | 21.6              |
| Brügg           | Brügg           | 4000                               | 5.0               |
| Douanne-Daucher | Douanne-Daucher | 1133                               | 12.4              |
| Evilard         | Evilard         | 2399                               | 3.7               |
| Gléresse        | Gléresse        | 522                                | 1.8               |
| Ipsach          | Ipsach          | 3742                               | 1.9               |
| Longeau         | Longeau         | 4501                               | 7.3               |
| Meinisberg      | Meinisberg      | 1244                               | 4.4               |
| Mörigen         | Mörigen         | 846                                | 2.2               |
| Nidau           | Nidau           | 6739                               | 1.5               |
| Orpund          | Orpund          | 2645                               | 4.0               |
| Perles          | Perles          | 3347                               | 8.3               |
| Port            | Port            | 3197                               | 2.5               |
| Safnern         | Safnern         | 1865                               | 5.6               |
| Scheuren        | Scheuren        | 444                                | 2.1               |
| Schwadernau     | Schwadernau     | 614                                | 4.1               |
| Sutz-Lattrigen  | Sutz-Lattrigen  | 1319                               | 3.6               |
|                 | Total: 19       | 90.536                             | 97,9              |